# آلبرت کالینز
آلبرت کالینز (به انگلیسی: Albert Collins) (زادهٔ ۱ اکتبر ۱۹۳۲ - درگذشتهٔ ۲۴ نوامبر ۱۹۹۳) خواننده و نوازندهٔ گیتار الکتریک سبک بلوز بود.
کالینز انتشار آثارش را در سال‌های پایانی دههٔ ۱۹۶۰ میلادی در هوستون، تگزاس آغاز کرد و پس از آن‌که به‌شهرت رسید دامنهٔ اجراهای او از آمریکا و اروپا تا استرالیا و ژاپن را شامل می‌شد. او به‌غیر از نام اصلی‌اش با تعدادی نام‌های مستعار مانند «مرد یخی»، «استاد تلکستر» و «The Razor Blade» هم شناخته می‌شد.
کالینز که در سال ۱۹۸۹ به‌عنوان عضو جدید تالار مشاهیر موسیقی بلوز معرفی شده‌بود در سال ۱۹۹۳ و بر اثر سرطان ریه درگذشت.